# Heinrich Portmann
Heinrich Portmann (* 5. Oktober 1905 in Bockum, heute ein Teil des Stadtbezirkes Bockum-Hövel, Hamm; † 30. April 1961 in Münster) war ein deutscher römisch-katholischer Priester des Bistums Münster, Kirchenrechtler und Autor.

## Leben
Heinrich Portmann war der Sohn eines Maurers. Er besuchte das Gymnasium Hammonense in Hamm und legte dort 1926 sein Abitur ab. Dann begann er das Theologiestudium in Freiburg, wo er 1928 Mitglied der katholischen Studentenverbindung Unitas-Freiburg wurde, und beendete es an seinem zweiten Studienort Münster. Er wurde am 19. Dezember 1931 zum Priester geweiht. Die Ernennung zum Kaplan der Herz-Jesu-Gemeinde in Emsdetten folgte am 30. Dezember 1931.
Von 1934 bis 1937 schloss sich ein Studium des Kirchenrechts mit Promotion in Rom an. Zeitgleich wirkte er dort als Kaplan in der Kirche Santa Maria dell’Anima. Nach der Rückkehr aus Rom diente er bis zum 17. November 1938 als Hausgeistlicher am Deutschen Studentenheim in Münster. Zum 1. Juli 1938 übernahm er das Amt des Defensor vinculi et Promotor iustitiae substitutus et subordinarius am Bischöflichen Offizialat in Münster. Seine Mitarbeit in einer Fülle von Verfahren zum Eherecht der katholischen Kirche empfand er eher als eine seelsorgliche denn als eine juristische Tätigkeit.
Vom 17. November 1938 bis zum 14. April 1949 war Portmann Bischöflicher Kaplan der Bischöfe Clemens August Graf von Galen und Michael Keller.
Ab dem 14. April 1949 war Portmann Vizeoffizial am Diözesangericht Münster, später wurde er zum Päpstlichen Ehrenkämmerer ernannt. Nach dem Tod Kardinals von Galen im Jahre 1946 verfasste Portmann sein erstes Buch über ihn. Die Erstauflage seines bekanntesten Buches über Galen erschien 1948, es erfuhr 20 Auflagen (bis 2016) und wurde ins Englische übersetzt.

## Schriften
- Wesen und Unauflöslichkeit der Ehe in der kirchlichen Wissenschaft und Gesetzgebung des 11. und 12. Jahrhunderts. Ein Beitrag zur kirchlichen Rechtsgeschichte. Lechte, Emsdetten 1938 (Dissertation).
- Der Bischof von Münster. Das Echo eines Kampfes für Gottesrecht und Menschenrecht. Verlag Aschendorff, Münster 1946.
- Bischof Graf von Galen spricht! Ein apostolischer Kampf und sein Widerhall. Herder, Freiburg 1946.
- Kardinal von Galen. Ein Gottesmann in seiner Zeit. Verlag Aschendorff, Münster 1948.
- Das bedrohte Sakrament. Gedanken zur Ehekrisis der Gegenwart. Verlag Aschendorff, Münster 1950.
- Das unauflösliche Band. Ein Wort an Seelsorger und Juristen, Mediziner und Erzieher. Verlag Aschendorff, Münster 1950.
- Der zerbrochene Ring. Aus dem Tagebuch eines Ehegerichts. Verlag Aschendorff, Münster 1951.
- Die Ehe. 33 Fragen und die Antworten darauf. Kleiner Ehe-Katechismus. Verlag Aschendorff, Münster 1958.
- Die beiden Ringe. Ehefragen der Zeit im Lichte eines Bischofswortes Verlag Aschendorff, Münster 1960.
- Die Tagebücher des Sekretärs von Bischof Clemens August Graf von Galen. 23. Dezember 1945 bis 12. Juni 1946: Kardinalserhebung, Empfang und Tod. Bearbeitet von Ingrid Lueb. Dialogverlag, Münster 2016, ISBN 978-3-944974-40-8.